# Sultanzade
Sultanzade è un titolo ottomano dato ai figli di una sultana o delle principesse imperiali, discendenti femminili del sovrano in linea maschile. La sua forma femminile è hanımsultan.

## Termine
Sultano (sultan, سلطان) è una parola di origine araba, che originariamente significa "autorità" o "dominio" e -zade è un suffisso persiano che significa "figlio di", "figlia di", "discendente di" o "nato da". Sultanzade significa letteralmente "discendente del sultano".

## Uso nella famiglia ottomana
Nella famiglia ottomana, sultanzade era usato dai figli delle principesse ottomane, discendenti femminili di un sovrano in linea maschile. Diverso da şehzade, il sultanzade era escluso dalla successione imperiale ottomana.
Il modo formale di rivolgersi ai sultanzade è Sultanzade (nome di battesimo) Bey-Efendi, ovvero Sig. Principe Sultano (nome di battesimo). Bey (in turco ottomano: باي) è un titolo turco per capo, tradizionalmente applicato ai capi (per gli uomini) di piccoli gruppi tribali. Effendi, Effendy o Efendi (in turco ottomano : افندي) è un titolo nobiliare che significa Signore o Maestro. Lo stile ufficiale dei figli di Sultana era semplicemente bey, ovvero signore dopo il loro nome e le figlie di Sultana era semplicemente hanım, ovvero signora dopo il loro nome. Tutti questi titoli sono ancora usati dalla famiglia Osmanoğlu, i membri discendenti della dinastia ottomana.

## Hanımsultan
Il titolo equivalente femminile è hanımsultan (in turco ottomano: خانم سلطان), dal titolo hanım, forma turca del titolo mongolo khanum, equivalente femminile di khan o khagan, con il titolo sultan, parola araba che originariamente significava "autorità" o "dominio". Hanımsultan è il titolo per le figlie di una sultana o principesse imperiali. Il modo formale di rivolgersi alle hanımsultan è (nome di nascita) Hanımsultan, ovvero Sultana signora (nome di nascita).

## Sultanzade notevoli
- Sultanzade Mehmed Sabâhaddin Bey (13 febbraio 1879, Istanbul – 30 giugno 1948, Neuchâtel, Svizzera), figlio di Seniha Sultan, figlia di Abdülmecid I. Sociologo e pensatore ottomano. Fu esiliato a causa della sua minaccia alla casa regnante di Osman (la dinastia ottomana) alla fine del XIX e all'inizio del XX secolo a causa della sua attività politica e della spinta per la democrazia nell'Impero.
- Sultanzade Ali Bey (1921-1972). Figlio di Naciye Sultan e pronipote del sultano Abdülmecid I.

## Hanımsultan notevoli
- Seniye Hanimsultan (1843-1913) - figlia di Atiye Sultan e nipote del sultano Mahmud II.
- Hayriye Hanimsultan (1846-1869) - figlia di Adile Sultan e nipote di Mahmud II.
- Feride Hanimsultan (1847-1920) - figlia di Atiye Sultan e nipote di Mahmud II.
- Adile Hanimsultan (1900-1979) - figlia di Naime Sultan e nipote del sultano Abdülhamid II.
- Nilüfer Hanimsultan (1916-1989) - figlia di Adile Sultan e pronipote del Sultano Murad V.
- Selma Hanimsultan (1916-1942) - figlia di Hatice Sultan e nipote di Murad V, per matrimonio Rani di Kotwara.
- Suade Hümeyra Hanımsultan (1917-2000) - figlia di Fatma Ulviye Sultan e nipote del sultano Mehmed VI.
- Mahpeyker Hanimsultan (1917-2000) - figlia di Naciye Sultan e pronipote del sultano Abdülmecid I.
- Türkan Hanimsultan (1919-1989) - figlia di Naciye Sultan e pronipote di Abdülmecid I.
- Sabiha Fazile Hanimsultan (n. 1941) - figlia di Zehra Hanzade Sultan e pronipote di Mehmed VI e del califfo Abdülmecid II.